# Sükösd János (pedagógus)
Sükösd János (Korond, 1925. február 1. –) erdélyi magyar neveléstudományi szakíró, főiskolai tanár, felesége Sükösd Éva.

## Életútja, munkássága
Középiskolai tanulmányait Nagyszebenben, Gyulafehérváron, Székelyudvarhelyen és Marosvásárhelyen végezte (1939–47). 1951-ben a Bolyai Tudományegyetem pedagógia–lélektan szakán szerzett oklevelet, tanulmányait 1952–56 között Leningrádban folytatta, ahol kandidátusi fokozatot szerzett. 1956-tól a kolozsvári Pedagógiai Továbbképző Intézet és Tanítóképző Főiskola tanára. 1977-ben családjával áttelepült Magyarországra, itt a budapesti Központi Statisztikai Hivatal munkatársa volt nyugdíjazásáig.
1957-től jelentek meg az oktató-nevelő munka elméletével és gyakorlatával, a pedagógusképzés problémáival foglalkozó írásai az Igazságban és az Utunkban, majd a Korunk, Tanügyi Újság, Revista de Pedagogie, Pedagógiai Szemle, Előre, Könyvvilág hasábjain.

## Kötetei
- Lefordította és átdolgozta M. Berniţchi – I. Radu A politechnikai oktatás kérdései c. munkáját (Kolozsvár, 1957)
- Módszertani levél. Műhelygyakorlatok szerepe (Brassó, 1958)
- Módszertani füzet. A tanulói aktivitás fokozása. Az oktatás programozása. A tanulók munkára nevelése (Csíkszereda, 1976)